# Schweizerische Botschaft in Wien
Die Schweizerische Botschaft in Wien ist der Sitz der diplomatischen Vertretung der Schweizerischen Eidgenossenschaft in Österreich. Sie ist Teil des Aussennetzes des Eidgenössischen Departements für auswärtige Angelegenheiten EDA mit Zentrale in Bern.

## Standort
Das Botschaftsgebäude befindet sich in der Prinz Eugen-Strasse 7–11a in einem Seitentrakt des Palais Schwarzenberg, im 3. Wiener Gemeindebezirk Landstrasse.

## Botschaftsgebäude

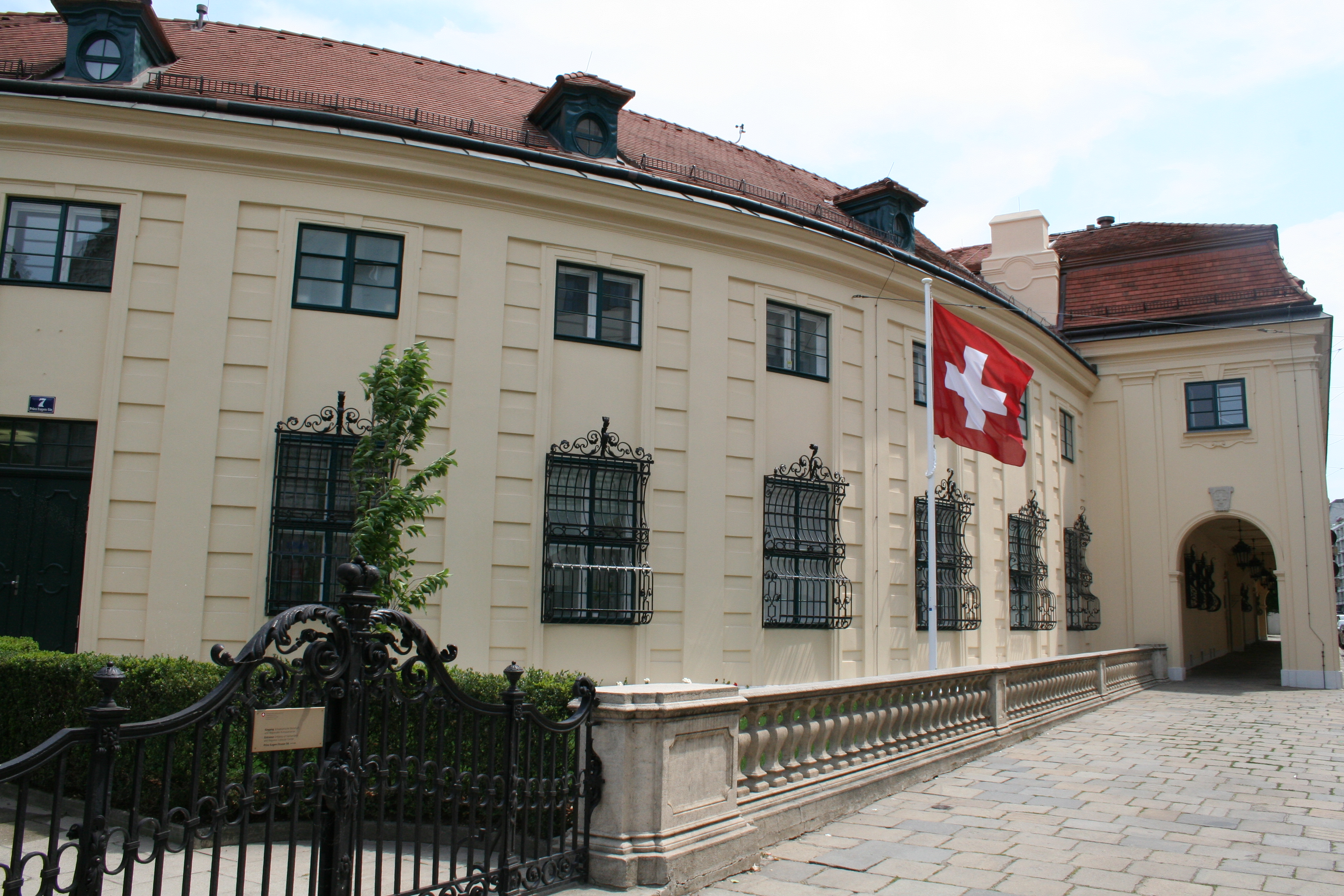
Schweizerische Botschaft in Wien

### Architektur
Das so genannte Krummhaus (der halbrunde Bauteil) und der Arkadenbau beherbergte zuvor die Reitschule des Palais Schwarzenberg, das mit seinen grosszügigen Parkanlagen zu den bedeutendsten Palais des Wiener Hochbarocks zählt. Joseph Adam von Schwarzenberg beauftragte 1751 Andrea Altomonte, den neuen Architekten der fürstlichen Familie, die lose Gebäudegruppe an der Prinz Eugen-Strasse durch den Bau einer Reitschule zu ersetzen. Altomonte schuf ein spätbarockes Gebäude, das seine Funktion als Reitschule bis zum Jahr 1927 erfüllte. Es ist genau dieser Teil des Palais Schwarzenberg, der nach dem Zweiten Weltkrieg zur Residenz der Schweizerischen Botschaft in Wien wurde.

### Geschichte
Seit 1802 unterhält die Schweiz eine Gesandtschaft in Wien. 1938, mit dem Einmarsch deutscher Truppen in Österreich, wurde ihr Sitz aufgehoben. Dieses historische Ereignis hatte zur Folge, dass die Schweizer Gesandtschaft und das Palais Schwarzenberg zusammenfanden: Das Generalkonsulat zog in die Prinz Eugen-Strasse 9a, in einen Nebenflügel des Palais Schwarzenberg – vorerst in Miete. Das Generalkonsulat wurde zur Anlaufstelle für alle in Wien lebenden Schweizerinnen und Schweizer. Kritisch war diese Zeit für das Palais Schwarzenberg, da 1940 der fürstliche Besitz enteignet wurde und die Adjutanten des Reichsleiters im Palais Quartier bezogen haben. 1945 begann man die Einrichtung zu verlagern. Die Schweiz verlagerte im letzten Kriegsjahr das Konsulat nach Kritzendorf in der Nähe von Wien.
Am 21. Februar 1945 trafen zwei grosse Bomben den Hauptbau des Palais, und 23 weitere schlugen in den Park ein. Die Nebentrakte blieben von den Einschlägen verschont.
1946 wurde der Schweizer Gesandte Peter Anton Feldscher nach Wien berufen. Seine vorrangige Aufgabe war es, die Beziehungen mit dem neuen Österreich aufzubauen. Verhandlungen mit dem Fürstenhaus bezüglich eines Ankaufs der Räumlichkeiten folgten und am 30. November 1949 ging die Prinz Eugen-Strasse 7–11a in das Eigentum der Eidgenossenschaft über. Der Erwerb war nur dank der besonders freundschaftlichen Beziehungen zwischen der Familie des Fürsten Adolf von Schwarzenberg und der Schweiz möglich.
Am 20. Juli 1950 wurden die neuen Arbeits- und Wohnräume der Schweizerischen Gesandtschaft feierlich eröffnet. Noch heute befindet sich die Schweizerische Botschaft in Österreich mit ihren Büro-, Wohn- und Repräsentationsräumen an diesem Standort.

## Geschichte der diplomatischen Beziehungen Schweiz-Österreich
Seit 1802 unterhält die Schweiz eine ständige Gesandtschaft in Wien. Obwohl diplomatische Beziehungen gepflegt wurden und die Neutralität der Schweiz beim Wiener Kongress 1815 offiziell anerkannt wurde, stand es lange schlecht um die Beziehungen zwischen Bern und Wien, vor allem wegen der finanziellen Unterstützung des Sonderbunds durch die kaiserliche Regierung 1847 und das ein Jahr später erlassene Waffenembargo gegen die Schweiz. Der Tiefpunkt wurde durch die angebliche Unterstützung der Aufständischen in Mailand durch den Kanton Tessin erreicht. Erst der Verlust der Lombardei nach der Schlacht von Solferino führte 1859 im Frieden von Zürich zu einer laufenden Verbesserung der Beziehungen zwischen Bern und Wien.
Während des Ersten Weltkriegs diente die neutrale Schweiz der österreichisch-ungarischen Monarchie als wichtige Basis zur Informationsbeschaffung und als Schutzraum für Schwerverwundete der kaiserlich-königlichen Armee, die in Kriegsgefangenschaft geraten waren. In der Zwischenkriegszeit gestaltete sich das Verhältnis zu Österreich schwieriger. Nach dem Untergang der Donaumonarchie bat die provisorische Regierung Österreichs um Herstellung diplomatischer Beziehungen. Diese wurden zwar de facto aufgenommen, dennoch wurde die Republik Österreich erst am 9. Januar 1920 von der Schweiz anerkannt, als man einen Anschluss an Deutschland ausschliessen konnte.
Zur gleichen Zeit wurde die Schweiz mit einer möglichen Eingliederung Vorarlbergs konfrontiert. Durch die Hoffnung auf wirtschaftliche Besserung und infolge politischer Überlegungen stimmten 80 Prozent der Vorarlberger Wähler am 11. Mai 1919 für eine Integration Vorarlbergs in die Schweiz. Der Übertritt scheiterte jedoch.
Nach dem Anschluss Österreichs an das Deutsche Reich 1938 folgte ein erneuter Umbruch in den diplomatischen Beziehungen. Während der deutschen Besatzung in Österreich wurde die Schweizerische Gesandtschaft in Wien in ein Generalkonsulat in der Prinz Eugen-Strasse 9a umgewandelt und der Gesandtschaft in Berlin unterstellt.
Da die Schweiz, abgesehen von den alliierten Besatzungsmächten, das erste Land war, welches die provisorische Regierung der Republik Österreich am 2. November 1945 anerkannte, konnte die Schweizer Vertretung in der Prinz Eugen-Strasse bereits am 7. Mai 1946 offiziell ihre amtliche Tätigkeit aufnehmen.
Die Wiederaufnahme der offiziellen politischen und diplomatischen Beziehungen stand nun im Vordergrund. Ein bedeutendes Element stellte dabei die Nachkriegshilfe dar. Neben der Entsendung von Medikamenten und Lebensmitteln wurden auch Textilien und Schuhe sowie Ambulanzwagen und Wolldecken in verschiedene Teile Österreichs versandt. Einen Schwerpunkt der Hilfsaktion bildete dabei die Kinderhilfe. Abgesehen von Kinderspeisungen in Wien, erhielten zahlreiche Kinder die Möglichkeit, sich in der Schweiz zu erholen. Die so genannten «Schweizerkinder» wurden während eines Aufenthalts in Schweizer Pflegefamilien untergebracht und erhielten Erholung, ausreichend Ernährung, Geborgenheit und Zuversicht.
Die Normalisierung der diplomatischen Beziehungen zwischen Bern und Wien erfolgte, als Österreich am 15. Mai 1955 mit den Siegermächten den Staatsvertrag unterzeichnete und damit seine Souveränität zurückerhielt.
Die Geschichte hat Österreich und die Schweiz nach dem Zweiten Weltkrieg wieder zu einer engen, freundschaftlichen Beziehung zusammengeführt, die von gegenseitigem Respekt und Anerkennung geprägt ist. Die über 17'000 Schweizerinnen und Schweizer, die heute in Österreich leben, und die gut 45'000 Österreicherinnen und Österreicher, die sich in der Schweiz niedergelassen haben, bilden ein wichtiges Bindeglied zwischen ihrer neuen und alten Heimat.

## Aufgaben
Die Botschaft deckt alle Themenbereiche der diplomatischen Beziehungen zwischen den beiden Regierungen ab; Sie vertritt die Schweizer Interessen in den Bereichen Politik, Wirtschaft, Finanzen, Rechtsordnung, Wissenschaft, Bildung und Kultur.